# 借金姐妹
《借金姐妹》是日本遊戲公司Selen在2007年4月27日發售的冒險類型成人遊戲，另外在2007年10月26日發售DVDPG版。2008年6月27日發售只有純愛故事的平行作品《借金姐妹2》，另外也在2009年1月29日發售DVDPG版。2010年2月26日發售續作《借金姐妹2 AfterStory》。

## 角色介紹
大倉弘之（聲：竹田彬夫（OVA））
翔陵學園二年級學生。
宮森香帆（聲：みすみ）
翔陵學園二年級學生，香純的妹妹。
宮森香純（聲：木村あやか）
翔陵學園老師，香帆的姊姊。

## 主題歌
借金姐妹
seduce
作詞・歌：川田まみ / 作曲・編曲：井内舞子
借金姐妹2
Love is money?!
作詞：KOTOKO / 作曲・編曲：井内舞子 / 歌：詩月カオリ
借金姐妹2 AfterStory
Noblest love
作詞・歌：MELL / 作曲・編曲：C.G mix

## OVA
OVA是由Milky旗下品牌BOOTLEG發售的成人動畫，全部共有兩話，英文版的標題是《Paid and Laid》。2015年5月1日發售合集《借金姉妹 Complete Edition》。

### 各話列表
| 話數   | 標題 | 發售日         |
| ------ | ---- | -------------- |
| 第一章 |      | 2007年10月25日 |
| 第二章 |      | 2008年3月25日  |

### 工作人員
- 原作：Selen
- 劇本：直射陽光
- 角色設計/作畫監督：タオミン
- 製作人：村上幸太郎
- 製作：BOOTLEG
- 販售：株式会社GPミュージアムソフト

## 小説
小説都由PARADIGM出版發售，作者都是緒莉，插畫也都是奧間まさみ。
借金姐妹
2007年8月10日發售，ISBN 978-4-89490-844-4
借金姐妹2
上巻 2008年8月29日發售，ISBN 978-4-89490-874-1
下巻 2008年9月30日發售，ISBN 978-4-89490-884-0
借金姐妹2 AfterStory
2010年5月29日發售，ISBN 978-4-89490-959-5

## 書籍
2008年11月發售，ISBN 978-4-7756-0342-0、出版社：彩文館出版

## 評價
《借金姐妹2》在日本美少女游戏与动画相关商品销售网站Getchu.com的2008年6月销量榜上排名第六。而在2008年全年排名第三十四。

## 外部連結
- 借金姉妹（日語）
- 借金姉妹2（日語）
- 借金姉妹2 AfterStory（日語）